# Gortyna illunata
Gortyna illunata är en fjärilsart som beskrevs av Achille Guenée 1852. Gortyna illunata ingår i släktet Gortyna och familjen nattflyn. Inga underarter finns listade i Catalogue of Life.